# Немскоезична общност в Белгия
Немскоезичната общност в Белгия (на немски: Deutschsprachige Gemeinschaft Belgien; на нидерландски: Duitstalige Gemeenschap; на френски: Communauté germanophone de Belgique) е най-малката от трите официални общности в Белгия, наред с Фламандската и Френската. Общностите в Белгия са институции, а не групи от хора или териториални единици. Те имат собствен парламент, правителство и администрация.
Германската общност се състои от девет кметства на територията на провинция Лиеж:
- Амел (Amel)
- Бург Ройланд (Burg-Reuland)
- Бюлинген (Büllingen)
- Бютгенбах (Bütgenbach)
- Келмис (Kelmis)
- Лонцен (Lontzen)
- Ойпен (Eupen), столица – център на правителството на общността
- Ререн (Raeren)
- Санкт Вит (Sankt Vith)

В тях пребладават представителите на немско-езичното малцинство. Граничи с Кралство Нидерландия, Германия и Великото Херцогство Люксембург.

## Парламент
Събранието на Немскоезичната общност (на немски Rat der Deutschsprachigen Gemeinschaft (RDG)) е изборния орган на общността. Състои се от 25 места, които се избират за пет години. Избора за Събранието съвпада с избора за Европейския парламент.
Разпределение от 2004 (до 2009) г.
- Христиан-социална партия (Christlich Soziale Partei / CSP): 8 места
- Партия за свобода и прогрес-Реформаторско движение (Partei für Freiheit und Fortschritt-Mouvement Réformateur / PFF-MR): 5 места
- Социалистическа партия (Sozialistische Partei / SP): 5 места
- Партия на немскоговорещите белгийци (Partei der Deutschsprachigen Belgier / PDB), Европа и независими (заедно с фракцията PJU-PDB): 3 места
- Екологична партия (Ecolo-Partei): 2 места
- Вивант (Vivant): 2 места